# Air France
Air France (uradno Société Air France, S.A.) je francoski nacionalni letalski prevoznik s sedežem v Tremblay-en-France (severno od Pariza). Družba je ena od ustanoviteljic zveze letalskih družb SkyTeam. Air France se je leta 2004 združila z nizozemskih KLM v Air France-KLM.
Leta 1997 se je Air France pripojila družba Air Inter (Lignes Aériennes Intérieures).
Air France ima v floti okrog 235 letal in leti na več kot 200 destinacij po svetu.  